# La misèria de la filosofia
La misèria de la filosofia (també conegut com a Misèria de la filosofia: resposta a Filosofia de la misèria del senyor Proudhon; en l'original francés: Misère de la philosophie. Réponse à la philosophie de la misère de M. Proudhon) és un assaig polèmic de Karl Marx publicat a París i Brussel·les el 1847, on era exiliat des del 1843 fins al 1849. L'escrigué en francés com una crítica als arguments econòmics i filosòfics de l'anarquista francés Pierre-Joseph Proudhon en la seua obra Sistema de les contradiccions econòmiques o Filosofia de la misèria. Tot i que en el títol apareix el mot "filosofia", sobretot tracta el tema de l'economia política. Marx hi critica l'anàlisi econòmica de Proudhon com a idealista en considerar els conceptes o categories econòmiques com a "lleis eternes" en comptes de ser producte de les relacions de producció. Marx hi diu que cal eixir de la filosofia per a analitzar el món en la nova perspectiva de l'economia política, basada en la voluntat de transformar la societat. La filosofia ha de ser l'arma intel·lectual del proletariat.

## Rerefons

### Les idees de Proudhon

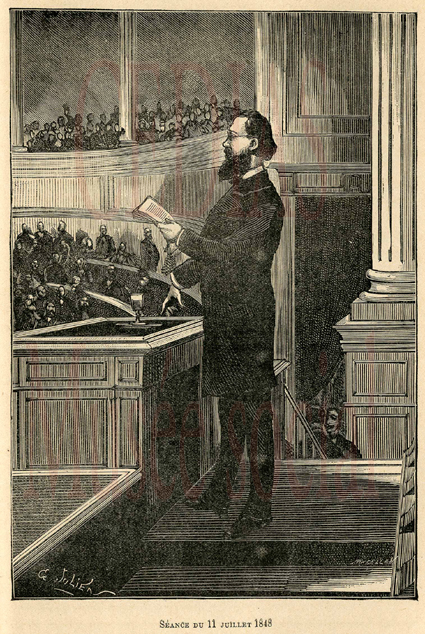
Pierre-Joseph Proudhon en l'Assemblea Nacional el 1848

Pierre-Joseph Proudhon (1809-1865) fou un teòric anarquista francés que escrigué àmpliament sobre la relació entre l'individu i l'estat. Proudhon creia en una societat ordenada; sostenia, però, que l'estat representava una concentració il·legítima de la violència oficial que soscavava qualsevol esforç per construir una societat justa. Rebutjà qualsevol acció política com a forma de col·laboració de classes, però argumentà, en canvi, que la classe obrera podia aconseguir el seu benestar només gràcies a l'acció econòmica; es propugnava l'abstenció de la política amb la intenció de l'erradicació definitiva de l'estat existent i del seu aparell polític.
Proudhon pensava que el futur sense estat no estava predestinat per les lleis de ferro de la història, sinó que calia que fos una creació conscient d'una població desperta moralment. Es creia que aquesta moralitat necessària, basada en l'honestedat, la decència, el respecte per un mateix i la responsabilitat individual, era una part inherent de la classe obrera, i que s'havia de desenvolupar i emfasitzar.
Per contra, els industrials, els negociants i els qui els serveixen eren considerats incapaços de desenvolupar aquesta moralitat per la naturalesa de la seua activitat econòmica i política quotidiana. Es creia que l'acte de treball en si mateix era socialment ennoblidor, mentre que l'acte d'explotació econòmica recolzat per la força política es considerava inherentment corruptor. Per tant, Proudhon es declarà obertament per un separatisme estricte entre la classe obrera i totes les altres.

### Karl Marx en l'exili

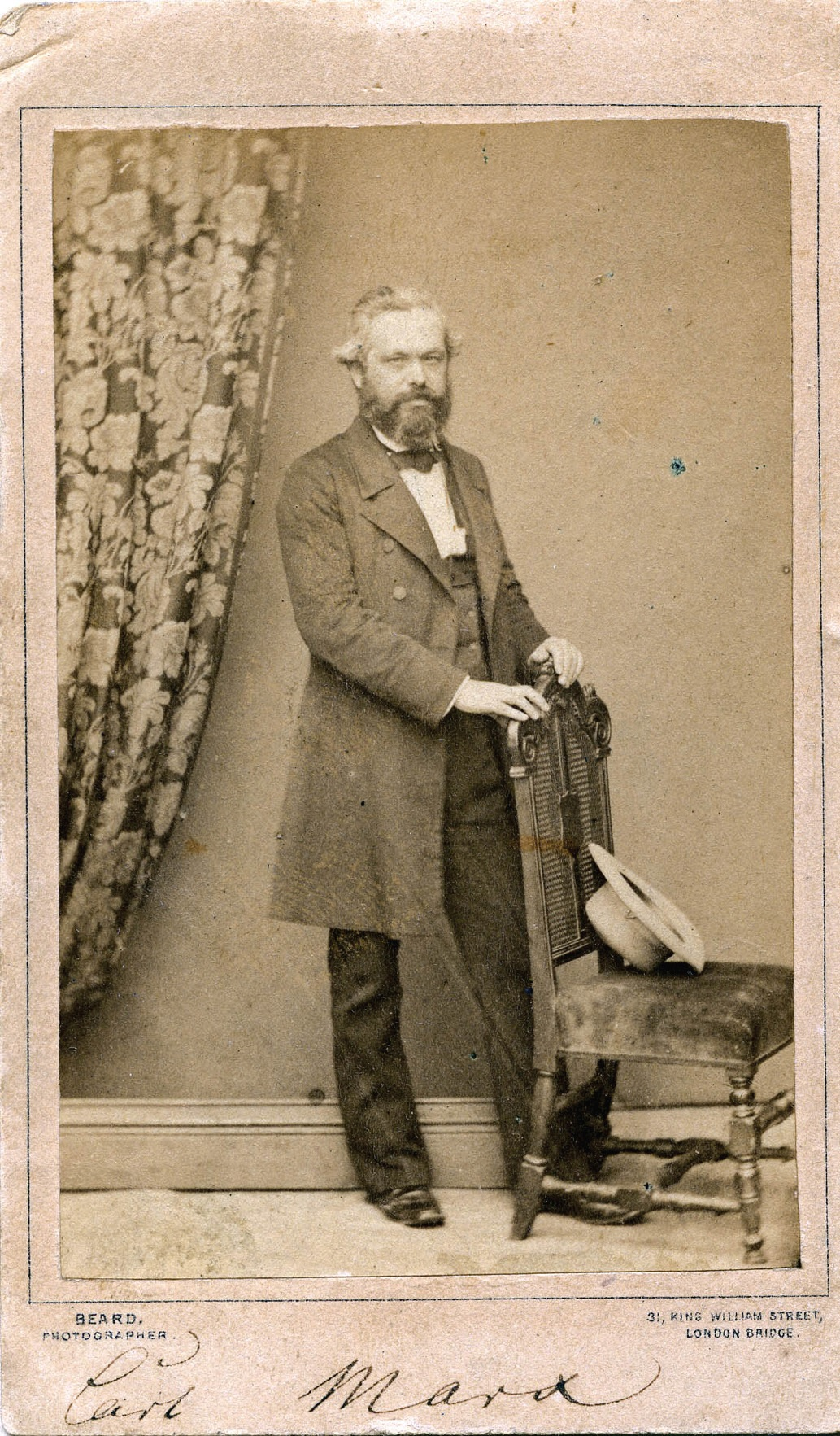
Karl Marx el 1861

Karl Marx abandona Alemanya després de la repressió del diari que editava, la Rheinische Zeitung (Gaseta Renana), per part del govern de Prússia a la primeria del 1843. Desembarca a París, on va viure des d'octubre del 1843 fins al desembre del 1845. Hi va conéixer Proudhon, que ja era un famós escriptor radical, amb quatre llibres en el seu haver. Malgrat que es va fer una crida com a possible col·laborador francés, Proudhon es negà a participar en el desafortunat projecte Deutsch-Französische Jahrbücher (Anals francoalemanys), amb què Marx estava íntimament associat.
Tot i que el contacte personal entre els dos va ser limitat, Marx va llegir els escrits de Proudhon d'aquesta època, i les discussions se'n troben en la seua obra de llavors, inclòs el llibre escrit contra Bruno Bauer, La sagrada família (1845) i els Manuscrits econòmics i filosòfics de 1844. En el llibre publicat, Marx segueix de manera crítica algunes idees de Proudhon enfront de les idees de Bauer, que hi competien.
Marx es va sentir atret per la naturalesa comprensiva dels escrits de Proudhon fins al 1845 i la voluntat d'aquest d'establir connexions més grans a partir d'observacions més reduïdes. En Què és la propietat? Proudhon posa l'accent en les relacions socials que emergeixen de la propietat privada i en la tendència de l'evolució econòmica a produir un proletariat sense propietat en nombre com més va més gran, idees que Marx troba convincents. Els elogis de Marx a Proudhon, però, eren limitats, perquè pensava que Proudhon no comprenia completament la forma en què el salari i els diners, per exemple, eren en si mateixos formes de propietat privada.
Marx es va veure obligat a abandonar París pel govern francés el 1845, amb Brussel·les com a destinació. Malgrat la seua marxa, continua veient a Proudhon com un potencial col·laborador polític, i li demana el 1846 que participe en un nou comité internacional de correspondència inspirat en l'Associació Educativa de Treballadors amb seu a Londres, creada per a propagar les idees socialistes entre la classe obrera de l'Europa continental. Proudhon respon amb cautela a la crida de Marx. Potser en part com a conseqüència, Marx i el seu amic i soci polític Engels, dirigeixen els esforços organitzatius a un organisme polític establert, la Lliga dels justos.

### Filosofia de la misèria
| «                                              | "El senyor Proudhon té la desgràcia de veure's incomprés de singular manera a Europa. A França se li reconeix el dret de ser un mal economista, perquè té fama de ser un bon filòsof alemany. A Alemanya se li reconeix el dret de ser un mal filòsof perquè té fama de ser un economista francés dels més forts. En la meua qualitat d'alemany i d'economista, he volgut protestar contra aquest doble error". | » |
| — — Karl Marx, Brussel·les, 15 de juny de 1847 | |   |

### Publicació deMisèria de la filosofia
Marx va llegir l'obra de Proudhon a la fi del 1846 i li va respondre amb contundència i negativament, amb una llarga carta al seu corresponsal rus P. V. Annenkov, el 28 de desembre del 1846, amb una explicació minuciosa dels seus punts de vista, que esdevingué el nucli del seu llibre del 1847.
Li confesse francament que el seu llibre m'ha semblat, a grans trets, dolent, molt dolent.
Va començar a treballar en una resposta formal al gener següent, acabà l'assaig en la primavera i es publicà l'abril del 1847. El llibre, titulat formalment Misèria de la filosofia: Resposta a Filosofia de la misèria del senyor Proudhon, s'imprimí a Brussel·les i Bèlgica a principis de juliol del 1847. L'escrigué en francés per a acostar-se més a l'objectiu i perquè el joc de paraules d'un títol s'interpretàs de la manera més inequívoca. El llibre fou considerat pel cercle polític de Marx, la Lliga dels Comunistes, com una part clau del seu programa contemporani.
Poc abans que [Proudhon] publicàs la seua segona obra important, Filosofia de la misèria, etc., m'anuncià ell mateix la seua propera publicació en una carta molt detallada, en què, entre altres coses, em deia: «J'attends votre férule critique» [Espere la vostra crítica dura]. En efecte, la meua crítica li va caure molt aviat a sobre (en el meu assaig Misèria de la filosofia, etc., París, 1847) de manera que va posar fi per sempre a la nostra amistat.
Sorprenentment, després de la publicació inicial del 1847, Misèria de la filosofia mai no es tornà a publicar completa abans de la mort de Karl Marx, el 1883. La primera edició alemanya se'n publicà per primera volta el 1885, traduïda per Eduard Bernstein i Karl Kautsky. Friedrich Engels hi escrigué un pròleg en què esmena mots que no coincideixen del tot amb la terminologia d'El capital. Com ara, "en comptes de força de treball (Arbeitskraft), en aquest text es parla encara de treball (Arbeit) com a mercaderia, de la compra i venda de treball". Engels afirma que l'assaig refuta les teories del valor, bons de treball i les acusacions de plagi de l'economista prussià Johann Karl Rodbertus. A més a més, matisa que les reivindicacions comunistes de Marx no es basen en arguments morals, "sinó en l'enfonsament inevitable de mode capitalista de producció, declivi que adquireix cada dia als nostres ulls proporcions més vastes".
El 1886 es va publicar una traducció al rus del Grup per a l'Emancipació del Treball. La segona edició alemanya aparegué el 1892 amb un altre pròleg d'Engels per tal d'esmenar algunes inexactituds del text. I hi hagué una segona edició francesa corregida, del 1896, iniciada per Friedrich Engels i completada després de la seua mort per la filla de Marx, Laura Marx.

## Contingut
El to de la polèmica de Karl Marx contra Proudhon existeix des del començament, amb un tall enginyós en lloc d'un prefaci:
| «                                              | "El senyor Proudhon té la desgràcia de veure's incomprés de singular manera a Europa. A França se li reconeix el dret de ser un mal economista, perquè té fama de ser un bon filòsof alemany. A Alemanya se li reconeix el dret de ser un mal filòsof perquè té fama de ser un economista francés dels més forts. En la meua qualitat d'alemany i d'economista, he volgut protestar contra aquest doble error". | » |
| — — Karl Marx, Brussel·les, 15 de juny de 1847 | |   |

L'assaig es divideix en dos capítols. En el primer, s'estudia la teoria del valor, la jornada de treball, la moneda, i l'excedent de treball; en el segon, la metafísica de l'economia política, la divisió del treball, la competència, el monopoli, la propietat, la renda, l'impost al valor afegit i la vaga. En resum, Marx critica que "Proudhon no ha anat més enllà de l'ideal del petit burgés" (II. cap. 2. §).
A la fi de l'obra, cita George Sand: "El combat o la mort, la lluita sanguinària o el no-res. És així com es planteja inexorablement la qüestió". També cita la teoria de John Gray.

### Antagonisme de classe
En La misèria de la filosofia, Marx explica la seua teoria de la lluita de classes. "Des del començament mateix de la civilització, la producció comença a basar-se en l'antagonisme dels rangs, dels estaments, de les classes, i en acabant, en l'antagonisme entre el treball acumulat", capital, "i el treball directe" (I. cap. 2. §). Els interessos de la classe burgesa entren en conflicte amb els de la classe proletària; al seu torn, però, la burgesia "té interessos contraris i antagònics, perquè es contraposen els uns als altres" (II. cap. 1. § 7). Marx argumenta que en adquirir noves forces productives, les persones canvien la seua manera de producció, i les seues relacions socials.
Davant la misèria del capitalisme justificada pels economistes sorgiren "els socialistes i els comunistes", "els teòrics de la classe proletària". Aquests primers teòrics, però, eren "utopistes que, per a mitigar les penúries de les classes oprimides, improvisen sistemes i caminen cap a la recerca d'una ciència regeneradora […] (N)o veuen en la misèria més que la misèria, sense adonar-se del seu aspecte revolucionari, destructor, que acabarà per enderrocar la vella societat". És gràcies a l'evolució històrica que la ciència "deixa de ser doctrinària per a esdevenir revolucionària" (II. cap. 1. § 7).

### Valor, oferta i demanda
Proudhon parteix de la teoria del valor treball d'Adam Smith i David Ricardo, en què el valor d'un bé el determina el temps de treball invertit. Açò és "l'expressió científica de les relacions econòmiques de la societat d'ara". Karl Marx indica que en el capitalisme la utilitat o el valor d'ús d'una mercaderia "es determina per les condicions socials en què es troben els consumidors, i aquestes es recolzen en l'antagonisme de classes". Per açò en una societat comunista, en què no hi haurà classes socials, "el consum no es determinarà pel mínim de temps necessari per a la producció; al contrari, la quantitat de temps que s'ha de consagrar a la producció dels objectes serà determinada pel grau d'utilitat social de cadascun d'aquests" (I. cap. 2. §).
Respecte al valor de canvi, Proudhon defensa la "justa proporció entre l'oferta i la demanda"; en la societat industrial actual, però, regida per "l'anarquia de la producció", en què "l'oferta s'imposa per sobre de la demanda", és alhora "font de tanta misèria" i "font de tot progrés". És per això que o se cerquen "les justes proporcions de segles passats", la qual cosa és "reaccionari i utopista"; o se cerca "el progrés sense l'anarquia", per això cal "conservar les forces productives" i rebutjar "els canvis individuals" (I. cap. 2. §).
Endemés, Proudhon confon "la mesura del temps de treball necessari per a produir una mercaderia" (això és, el valor d'una mercaderia), amb "la mesura del valor del treball" (el valor de la força de treball). Així, seguint l'autor, el "treball contingut en un producte equival a la retribució del treballador", en altres paraules, "confon les despeses de producció amb el salari" (I. cap. 2. §).

### Vals de treball
Marx rebutja totalment la idea de Proudhon dels vals de treball com a alternativa als diners, i en especial dins del capitalisme (I. cap. 2. §). Sosté que el temps en si mateix separat del temps d'altres treballadors no és pas escaient per a mesurar el valor del treball. El valor "es constitueix, no pel temps que cal per a crear un producte, sinó en proporció a la quantitat de tots els altres productes que poden ser elaborats en el mateix temps" (3.§. A.). D'acord amb Marx, la introducció dels vals de treball faria una societat i una economia mandroses, perquè no hi hauria competència entre patrons i treballadors, i per això ningú no podria dir quin seria el temps òptim (mínim) que caldria per a produir una cosa. Què passaria si "Pere" treballa 12 hores al dia, mentre que "Pau" ho fa només 6 hores? Això vol dir que "Pere" ha treballat 6 hores innecessàries i els seus vals de treball no valen res, perquè això es considera +6 hores, sense esmentar altres factors del treball. Per a resumir l'opinió de Marx en La misèria de la filosofia, el val de treball no és escaient per a crear una nova societat socialista, i la teoria de Proudhon i altres no és més que una apologia utòpica del sistema capitalista existent. Per a l'autor, els vals de treball no eren pas una forma de diners, perquè no podien circular, un problema que assenyalà amb el sistema de notes de temps de treball de Robert Owen.

### Divisió del treball i maquinària
Proudhon pensava que la divisió del treball havia donat vida a la indústria i que aquesta havia nascut en els antics tallers i gremis. Per contra, Karl Marx el rebat dient que la divisió del treball és posterior a la indústria i antagònica als gremis. L'acumulació de capital, "facilitada pel descobriment d'Amèrica i la importació dels seus metalls preciosos" foren altres factors importants per a l'evolució de la indústria manufacturera, a més a més de l'"augment de les mercaderies posades en circulació des que el comerç entrà a les Índies Orientals pel Cap de Bona Esperança, el règim colonial i el creixement del comerç marítim". Açò és, fou "l'acumulació i la concentració dels instruments i dels treballadors el que va precedir el creixement de la divisió del treball en el si del taller", però Proudhon "veu les coses a l'inrevés" (II. cap. 2. §).
Marx contraria a Proudhon quan aquest afirma que "les màquines són l'antítesi de la divisió del treball" quan en realitat "és un conjunt d'instruments de treball, i no una combinació de treballs per a l'obrer". Cada "gran invent en la mecànica és seguit d'una major divisió del treball". És per això que amb la Revolució Industrial proliferà la divisió del treball per la invenció de la màquina de vapor (II. cap. 2. §).

### Competència
Proudhon considera la competència com a "emulació industrial",  que al seu torn és "necessàriament el guany". Karl Marx hi contesta que "l'objecte immediat de l'emulació industrial és el producte i no pas el benefici". Açò és, la competència és en realitat l'"emulació comercial", perquè "l'emulació industrial no existeix sinó amb finalitats comercials". L'especulació, "obtenir guanys sense produir", fa palés que la competència intenta "evitar la necessitat de l'emulació industrial" (II. cap. 3. §).

### Vagues
Proudhon pensava que la vaga era un acte coercitiu i rebutja prendre part en aquesta activitat. La crítica de Proudhon cap a les vagues és que provoquen l'apujada del salari i, per tant, l'encariment dels queviures. Marx descarta aquesta tesi perquè "si totes les branques de la producció ocupassen el mateix nombre d'obrers en relació amb el capital fix […] una alça general de sous produiria un descens general de guanys i el preu corrent de les mercaderies no patiria cap alteració" (II. cap. 5. §).
"[L]a relació entre el treball manual i el capital fix no és pas la mateixa en els diferents rams de producció; tots els rams que empren una massa relativament major de capital fix i menys obrers es veuran obligades tard o d'hora a abaixar el preu de les mercaderies. […] Per això, l'alça general de sous afectaria en menor mesura els rams que, en comparança amb els altres, empren més màquines i menys obrers". "Però l'elevació de tals o tals guanys per damunt de la quota ordinària seria sols passatgera, perquè la competència tendeix sempre a anivellar els beneficis. Així, a banda d'algunes oscil·lacions, una alça general dels sous portaria amb si, no pas una elevació general dels preus, com diu el senyor Proudhon, sinó un descens parcial, açò és, una disminució del preu corrent de les mercaderies que es fabriquen sobretot amb l'ajut de màquines".
Proudhon argumenta també en contra de les vagues i coalicions per ser il·legals, perquè van en contra "no sols del Codi civil", "sinó del sistema econòmic, de la necessitat de l'ordre establert". Karl Marx critica Proudhon per prendre com a necessàries les relacions de producció burgeses, a més a més que, amb l'evolució de la indústria moderna, "són més els elements que susciten l'aparició de les coalicions" i acaben per legalitzar-se. En posa com a exemple Anglaterra, "on la indústria ha aconseguit el més alt grau de desenvolupament; hi ha les coalicions més vastes i més ben organitzades". La coalició cerca "abolir la competència entre els obrers per a poder fer una competència general als capitalistes" i "la defensa pels obrers de les seues associacions enfront del capital" (II. cap. 5. §).

## Acollida
Tot i que Proudhon mai no va respondre públicament aquesta obra de Karl Marx, la va assenyalar com una "difamació d'un doctor Marx" i la rebutjà com un "teixit de crueltats, calúmnies, falsificacions i plagi".
El primer traductor a l'anglés, Harry Quelch, afirmà que l'obra contenia "els fonaments de les teories tan plenament elaborades en El capital, a banda de l'anàlisi exhaustiva del mode de producció capitalista i de distribució", així com la llei del valor. Per a argumentar el mètode d'aplicació de la dialèctica a l'economia política, cita la Ciència de la lògica d'Hegel.

El 1956, l'economista Joan Robinson afirmava en una ressenya d'una nova edició britànica de La misèria de la filosofia que, des del punt de vista de l'economia moderna, la polèmica de Karl Marx amb Proudhon era "un cavall mort" únicament per a "un interés altament especialitzat". Hi escrigué:
"El valor de l'entreteniment... no és genial. No hi ha pas enginy en La misèria de la filosofia a part del títol; les idees de Proudhon eren prou confuses des del començament, i la presentació que Marx en fa, les fa completament inamovibles, de manera que no hi ha massa a fer en seguir l'argument. De tota manera, per a qualsevol persona interessada en "el que Marx realment volia dir", alguns passatges d'aquesta obra són molt valuosos. En certa manera, guarden la mateixa relació amb El capital que la Teoria pura de Marshall amb els seus Principis. Les idees que són clares en la versió primerenca i talla després s'elaboraren en la foscor". 
Tot i ser un títol àmpliament reconegut i reeditat periòdicament, La misèria de la filosofia no es valora pas com una de les obres fonamentals del pensament marxista, exemplificat per l'omissió en els dos volums de Karl Marx: Obres triades publicades simultàniament en diversos estats en la dècada dels 1930 sota els auspicis de l'Institut Marx-Engels-Lenin de Moscou. Aquesta obra ha estat qualificada per un erudit soviètic com "una de les primeres obres del marxisme madur".
Una nova traducció de l'obra aparegué juntament amb la publicació del Volum 6 de l'edició conjunta sovieticobritànica estatunidenca de les Marx/Engels Collected Works el 1975.